# Awratyn (obwód żytomierski)
Awratyn (ukr. Авратин) – wieś na Ukrainie w rejonie lubarskim obwodu żytomierskiego, 7 km na południowy wschód od Lubaru.

## Historia
Awratyn był zapisywany w dokumentach jako Hawratin i Hawratinka. W XIX w. wieś należała administracyjnie do gminy Motowidłówka. Parafia prawosławna mieściła się w miejscowości Kiryjewka, a parafia rzymskokatolicka w Lubarze.
Wieś była wymieniona w akcie z 1585 r. jako należąca do Cudnowa, nadanego ks. Zuzannie Ostrogskiej, żonie wojewody wołyńskiego Janusza Ostrogskiego, przez jej teścia ks. Konstantyna Ostrogskiego, wojewodę kijowskiego. W 1601 r. wymieniona w liczbie wsi zniszczonych przez Tatarów. Następnie wchodziła w skład ordynacji ostrogskiej, przy rozdaniu której na mocy transakcji kolbuszowskiej 1753 r. dostał ją razem z Lubarem ks. Marcin Lubomirski, od którego nabył podskarbi Adam Poniński. Ten ostatni, skazany przez Sejm Czteroletni na wygnanie i pozbawienie wszystkich tytułów, sprzedał ją Protowi Potockiemu. Przy eksdywizji (podziale) dóbr tego ostatniego nabyło Awratyn trzech właścicieli. W XIX wieku wieś należała do rodzin Ostaszewskich i Berezowskich.
Siedziba gminy Awratyn w powiecie starokonstantynowskim guberni wołyńskiej.